# Morphine
Morphine foi uma banda estadunidense de rock alternativo formada pelo vocalista e baixista Mark Sandman, o saxofonista Dana Colley e o baterista Jerome Deupree em Cambridge, Massachusetts, EUA, no ano de 1989.
A banda combinou elementos do jazz e do blues com arranjos tradicionais do rock, gerando um estilo próprio de música, na medida em que não contava com um guitarrista e o baixo de Mark Sandman possuía, na maior parte das apresentações, apenas duas cordas. Eles se autointitulavam como sendo do gênero "low rock", palavra cunhada por eles para descrever "um som minimalista e low-end que poderia facilmente ter se tornado um truque: um 'power trio' não construído em torno do som de uma guitarra elétrica. Em vez disso, Morphine expandiu seu vocabulário offbeat em cada álbum".
Morphine teve avaliação crítica positiva, mas encontrou resultados mistos comercialmente. Nos Estados Unidos, a banda foi abraçada e promovida pela comunidade do indie rock, incluindo estações de rádio públicas e universitárias e o programa 120 Minutes da MTV, mas recebeu pouco apoio de rádio de rock comercial e outros programas de televisão mais tradicionais de música. Isso limitou sua exposição e apoio em seu país de origem, enquanto internacionalmente tiveram sucesso comercial, especialmente na Bélgica, Rússia, Portugal, França e Austrália.
A banda se dissolveu em 1999, quando Sandman sofreu um ataque fulminante do coração durante uma apresentação da banda na cidade italiana de Palestrina, falecendo aos 46 anos de idade. Desde então, o Morphine vendeu mais de 807.000 discos nos Estados Unidos, de acordo com a Nielsen SoundScan. Os membros fundadores se transformaram na banda Vapors of Morphine, mantendo grande parte do estilo e som originais. Actualmente os restantes membros desta banda formam com a vocalista Laurie Sargent os Twinemen.

## História

### Formação, anos independentes (1989-1996)
Morphine foi formada em 1989 pelo baixista e vocalista Mark Sandman, um membro da banda de bluesy rock alternativo Treat Her Right, saxofonista Dana Colley, um ex-membro do grupo local de Boston Three Colors, e o baterista Jerome Deupree, que havia tocado com Sandman no Hipnosonics. Sandman, um músico prolífico que frequentemente experimentava instrumentos caseiros, tocava um baixo de cordas únicas de sua própria elaboração com um slide, embora mais tarde ele adicionou uma segunda corda. Deupree deixou brevemente o grupo por motivos de saúde em 1991 e foi temporariamente substituído pelo baterista do Treat Her Right Billy Conway. Esses anos encontraram o grupo construindo um forte público local e excursionando ocasionalmente.
Com o retorno de Deupree, gravaram seu álbum de estreia, Good, para o selo Accurate/Distortion, com sede em Boston, em 1991. O álbum recebeu críticas positivas e aumentou o público da banda. A banda posteriormente assinou com Rykodisc, que relançou Good sob sua própria marca.
Cure for Pain, a continuação de 1993, aumentou a audiência da banda fora da Nova Inglaterra, e singles como "Thursday" e "Buena" pegaram algumas peças de rádio da faculdade. Durante a gravação de Cure for Pain, Deupree foi novamente substituído por Conway, embora Deupree ainda tocasse a maior parte do trabalho de percussão do álbum. Após a conclusão do álbum, a banda fez uma turnê pelos Estados Unidos, Europa, Japão e Austrália.
Em 1994, as canções "Sheila" e "In Spite of Me" foram destaque na trilha sonora do filme Spanking the Monkey. A banda retornou ao estúdio em 1995 e produziu Yes. O álbum contou com o single "Honey White", o videoclipe para o qual apareceu na série animada da MTV Beavis e Butt-head. Também incluiu "I Had My Chance", que foi destaque na trilha sonora do filme Get Shorty.

### Era "DreamWorks Records" (1997-1999)
Após dois anos de turnê, Morphine assinou contrato com a DreamWorks Records, que lançou sua estreia na principal gravadora, Like Swimming, em 1997. Foi um sucesso de crítica, mas não colocou a banda no mainstream nacional como se esperava. A DreamWorks lançou um videoclipe para o single "Early to Bed"; dirigido por Jamie Caliri e lançado em março de 1997, o vídeo noturno e bem-humorado tornou-se um favorito instantâneo entre os fãs e mais tarde foi indicado ao Grammy. A banda também lançou B-Sides e Otherwise, uma coleção de B-sides e gravações ao vivo, em Rykodisc neste mesmo ano.
No tempo seguinte, Deupree mais uma vez começou a se apresentar ao vivo e no estúdio com a banda, tornando o grupo um quarteto. O último álbum de estúdio da banda, The Night,foi concluído no início de 1999.
Em 3 de julho de 1999, Sandman caiu no palco do festival Nel Nome del Rock no Giardini del Principe em Palestrina, Itália, fora de Roma. Ele foi logo declarado morto de um ataque cardíaco e Morfina imediatamente dissolvido. The Night foi lançado em 2000. Os lançamentos póstumos de Morphine seguiram-se pouco tempo depois, incluindo Bootleg Detroit, um "bootleg ao vivo oficial", e The Best of Morphine: 1992-1995, ambos no Rykodisc.

### Projetos póstumos (1999-presente)
Um ano após a morte de Sandman, Dana Colley e Billy Conway criaram a Orchestra Morphine, um grupo formado por amigos e colegas de Sandman que fizeram turnê para celebrar a música da banda e arrecadar fundos para o "Mark Sandman Music Education Fund". Orchestra Morphine principalmente executou música do álbum The Night, mas também incluiu alguns outros materiais do Morphine and Hypnosonics também. Orchestra Morphine ainda se apresenta ocasionalmente, mas não mais em turnês. A cantora e guitarrista Laurie Sargent, membro da Orchestra Morphine e ex-vocalista da banda Face to Face, mais tarde se juntou a Colley e Conway em sua primeira empreitada musical pós-Morphine, Twinemen.
Conway e Colley também formaram oficialmente a gravadora e estúdio independente Hi-n-Dry, convertendo o espaço de trabalho de Sandman em uma empresa comercial. A lista da gravadora inclui vários de seus amigos, colegas e outros músicos da área de Boston. Em 2004, Hi-n-Dry lançou o box de Mark Sandman, Sandbox,que continha dois CDs e um DVD de material inédito que abrange a carreira musical de Sandman. O DVD contou com clipes dos primeiros shows de Sandman, entrevistas das turnês Morphine, e vários vídeos de outros projetos solo e de grupo de Sandman, como Treat Her Right. No entanto, por razões de direitos autorais, o box set não continha nenhum material previamente lançado encontrado no catálogo da Morphine, vídeos de Morphine ou material promocional produzido pela Rykodisc ou pela DreamWorks Records.
Deupree continuou a gravar com vários músicos de jazz.
Em 2009, Colley e Deupree começaram a tocar regularmente músicas de Mor´hine e material novo como Members of Morphine (alternadamente, Ever-Expanding Elastic Waste Band), com o cantor, baixista e guitarrista Jeremy Lyons de Nova Orleans. Em julho de 2009, o grupo tocou no Nel Nome Del Rock Festival em Palestrina, Itália, marcando o aniversário de dez anos da morte de Sandman no local em que ocorreu. A partir de 2014, o grupo foi renomeado Vapors of Morphine, e se apresenta regularmente em Boston e Nova Orleans, e realiza um show semanal em pé no Atwood's Tavern em Cambridge, Massachusetts.
Em 2009, a Rhino Records lançou o conjunto de dois discos At Your Service, composto por material morfina inédito.
Desde 1999, o Morphine vendeu mais de 807.000 discos nos Estados Unidos, de acordo com a Nielsen SoundScan.

## Instrumentalização
A instrumentalização do Morphine era incomum para uma banda de rock: o principal instrumento de Sandman eram baixo elétricos de duas ou até três cordas (com as cordas geralmente sintonizadas em um intervalo de 5 ou oitavas) tocadas com um slide; no entanto, nos discos do grupo ele adicionou toques de guitarra, piano, órgão eletrônico e outros instrumentos de guitarra auto-inventados, como o tritar, com duas cordas de guitarra e uma corda de baixo. O saxofonista Dana Colley tocava principalmente saxofone barítono, juntamente com saxes soprano ou tenor, e o raro bass saxophone, por vezes tocando dois saxes ao mesmo tempo, a la Roland Kirk; ele também tocava percussão ocasional, e Dobro em um lado B.

## Integrantes
- Mark Sandman – vocais, baixo de 2 cordas, baixo de 3 cordas, órgão, tritar (guitarra de 3 cordas), guitarra, piano (1989–1999)
- Dana Colley – sax barítono, sax tenor, bass saxophone, sax duplo, triângulo, backing vocals (1989–1999)
- Jerome Deupree – bateria, percussão (1989–1991, 1991–1993, 1998–1999)
- Billy Conway – bateria, percussão (1991, 1993–1999)

## Discografia

### Álbuns de estúdio
- Good - 1992
- Cure For Pain - 1993
- Yes - 1995
- Like Swimming - 1997
- The Night - 2000

### Compilações e álbuns ao vivo
- B-Sides and Otherwise - 1997
- Sampilation - 1997
- Bootleg Detroit - 2000
- The Best of Morphine: 1992-1995 - 2003
- Sandbox: The Mark Sandman Box Set - 2004
- At Your Service - 2009

## Prêmios e honrarias
- O programa Extrato MTV considerou a banda Morphine o 2º melhor Power Trio da história[3].